# Kernkraftwerk Ascó
Das Kernkraftwerk Ascó liegt im Osten Spaniens direkt am Ebro, nördlich der Gemeinde Ascó bei Tarragona. Das Kraftwerk besteht aus zwei Druckwasserreaktoren der US-amerikanischen Westinghouse Electric. Der Reaktor Ascó-1 hat eine elektrische Netto-Leistung von 995 MW, der Block 2 997 MW.
Block 1 wurde am 16. Juni 1983 zum ersten Mal kritisch, Block 2 am 11. September 1985.
Ascó 1 wurde am 13. August 1983 erstmals mit dem Netz synchronisiert, Ascó 2 am 23. Oktober 1985.

## Störfälle

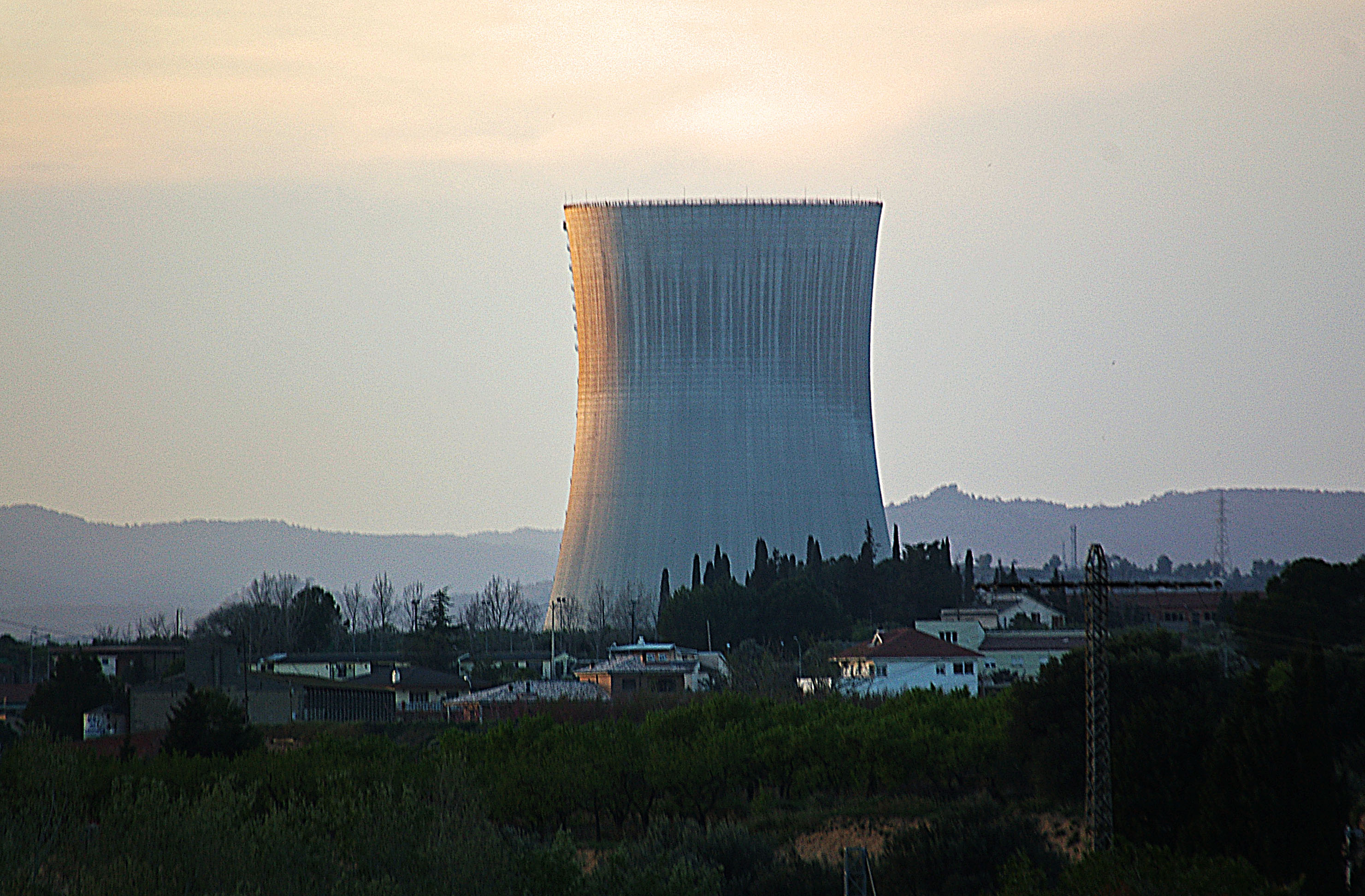
Der Kühlturm des Kernkraftwerks

- Bei einem Vorfall am 28. November 2007 gelangten radioaktive Partikel von insgesamt 84,95 Millionen Becquerel in die Umwelt. Die Betreibergesellschaft setzte aber erst am  4. April 2008 die Aufsichtsbehörden  („Consejo de Seguridad Nuclear“, CSN) in Kenntnis und das auch nur unvollständig. Am 15. April 2008 wurde der Störfall auf Stufe 2 der INES eingestuft.[1]
- Am 14. Oktober 2009 meldete man, die beiden Notstrom-Dieselgeneratoren für Block 2 seien aufgrund je eines fehlerhaften Bauteils „nicht verfügbar“.[2]
- Am 1. Mai 2011 wurde bekannt, dass bereits am 28. April 2011 25.000 Liter radioaktives Wasser aus dem Kühlkreislauf des Reaktors I entwichen waren. Das Wasser soll nach Augenzeugenberichten knöcheltief im Reaktorgebäude gestanden haben. 14 Mitarbeiter mussten dekontaminiert werden. Der Betreiber Endesa meldete, dass die Kontamination nur an den Schuhen und der Schutzkleidung nachgewiesen werden konnte. Die Haut der Mitarbeiter sei nicht mit dem Wasser in Berührung gekommen.[3]

## Betreiber
Der Betreiber gehört zu 85 % zu Endesa und zu 15 % zu Iberdrola.

## Daten der Reaktorblöcke
Das Kernkraftwerk Ascó hat insgesamt zwei Blöcke:
| Reaktorblock | Reaktortyp         | Netto- leistung | Brutto- leistung | Baubeginn  | Netzsyn- chronisation | Kommer- zieller Betrieb | Abschal- tung |
| ------------ | ------------------ | --------------- | ---------------- | ---------- | --------------------- | ----------------------- | ------------- |
| Ascó-1       | Druckwasserreaktor | 995 MW          | 1033 MW          | 16.05.1974 | 13.08.1983            | 10.12.1984              |               |
| Ascó-2       | Druckwasserreaktor | 997 MW          | 1035 MW          | 07.03.1975 | 23.10.1985            | 31.03.1986              |               |